# 히어로즈 오브 마이트 앤 매직 III: 쉐도우 오브 데스
히어로즈 오브 마이트 앤 매직 3의 확장팩중 하나인 《쉐도우 오브 데스》(Heroes of Might and Magic III: The Shadow of Death)는 에라시아의 부활과 아마겟돈즈 블레이드에는 없던 개념인 콤비네이션 아티팩트라는 개념을 도입하였다. 개별의 능력이 매우 강력한것과 쓸모없던 것들을 합쳐서 강력한능력을 가진 아티팩트로 만들 수 있게 되었다.

## 콤비네이션 아티팩트의 종류와 설명
아래 아티팩트는 만들기 힘들지만, 만들수 있다면 그만큼 최고의 성능을 자랑한다.
- 엔젤릭 얼라이언스(오른팔)

조합능력치선한 진형과 중립진형 유닛을 전부 같은 진형 유닛으로 취급한다.
전투시작시 50턴간 지속되는 고급 기원마법을 자동으로 시전한다.
기본능력치: 공격력, 방어력, 마력, 지력+21
재료
거룩한 교화의 투구: 공격력, 방어력, 마력, 지력+6(머리)
심판의 검: 공격력, 방어력, 마력, 지력+5(오른팔)
용맹한 사자방패: 공격력, 방어력, 마력, 지력+4(왼팔)
천상 환의의 목걸이: 공격력, 방어력, 마력, 지력+3(목)
성스러운 센달: 공격력, 방어력, 마력, 지력+2(발)
경이의 갑옷: 공격력, 방어력, 마력, 지력+1(몸통)
- 타이탄의 번개(오른팔)

조합능력치: 마법점수의 소모없이 단일 적에게 600의 대미지를 주는 타이탄의 번개 마법사용가능(5레벨 마법)
착용한 영웅이 마법책이 없었을경우 마법책을 추가해준다.
기본능력치: 공격력, 방어력, 마력, 지력+9
재료
타이탄의 검: 공격력+12, 방어력-3(오른팔)
파수꾼의 방패: 방어력+12, 공격력-3(왼팔)
타이탄의 갑옷: 마력+11, 지력-2(몸통)
천둥의 투구: 지력+12, 마력-2(머리)
- 언데드 왕의 망토(등=망토)

조합능력치: 심령술이 없는영웅에게도 초급심령술을 부여
심령술이 있을경우 심령술로 부활하는 유닛이 초급: 걸어다니는 시체, 중급: 와이트, 고급: 리치로 부활한다.
기본능력치: 심령술효과+30%
재료
죽은자의 신발: 심령술효과+15%(발)
벰파이어의 외투: 심령술효과+10%(등)
장의사의 목걸이: 심령술효과+5%(목)
- 샤프슈터의 활(보조)

조합능력치: 모든 아군원거리 공격이 거리및 장해물 페널티를 받지않으며 적이 근접해있어도 원거리공격을 할 수 있다.
기본능력치: 궁술+30%
재료
천사깃털 화살: 궁술+15%(보조)
유니콘 갈기 활시위: 궁술+10%(보조)
엘프 벗나무 활: 궁술+5%(보조)
- 마법사의 반지(오른손반지, 왼손반지 둘 중 하나)

조합능력치: 지속시간 마법의 지속시간+50턴
기본능력치: 지속시간 마법의 지속시간+6턴
재료
마법 망토: 지속시간 마법의 지속시간+3턴(등)
마법 반지: 지속시간 마법의 지속시간+2턴(오른손반지, 왼손반지 둘 중 하나)
마법 목걸이: 지속시간 마법의 지속시간+1턴(목)
- 저주받은 갑옷(몸통)

조합능력치: 전투시작시 적군에게 고급 둔화, 약화, 저주, 불행을 시전한다. 50턴 지속.
기본능력치: 공격력, 방어력+3 마력, 지력+2
재료
죽음의 기사의 검: 공격력+3(오른손)
절규하는 죽음의 방패: 방어력+(왼손)
늑골 보호대: 마력+2(몸통)
해골 투구: 지력+2(머리)
- 엘릭서 오브 라이프(보조)

조합능력치: 생명체 크리처들의 hp+25% 메턴마다 hp50 회복
기본응력치: 아군의 크리처 hp+4
재료
생명의 반지: 아군 크리처 hp+1(오른손반지, 왼손반지 둘 중 하나)
활력의 반지: 아군 크리처 hp+1(오른손반지, 왼손반지 둘 중 하나)
생명의 피약병: 아군 크리처 hp+2(보조)
- 드래곤의 가호(몸통)

조합능력치: 공격력, 방어력, 마력, 지력+6, 아군은 1~4레벨의 마법에 면역
기본능력치: 공격력, 방어력+10, 마력, 지력+9, 사기, 행운+1
재료
드래곤 이빨왕관: 마력, 지력+4(머리)
드래곤 비늘갑옷: 공격력, 방어력+4(몸통)
드래곤 이빨목걸이: 마력, 지력+3(목)
드래곤 비늘방패: 공격력, 방어력+3(왼손)
드래곤 날개옷: 마력, 지력+2(등)
드래곤 화염검: 공격력, 방어력+2(오른손)
고요한 드래곤의눈: 공격력, 방어력+1(오른손반지, 왼손반지 둘 중 하나)
조용한 드래곤의눈: 사기, 행운+1(오른손반지, 왼손반지 둘 중 하나)
- 군대의 조각상(보조)

조합능력치: 영웅이 어디에 있던 아군의 모든타운의 크리처의 성장률+50%
기본능력치: 머물고있는 마을의 2레벨 크리처 성장률+8 3레벨 크리처 성장률+6
4레벨 크리처 성장률+4 5레벨 크리처 성장률+2 6레벨 크리처 성장률+1
재료
병사의 머리조각: 머울고있는 마을 6레벨 크리처 성장률+1(보조)
병사의 팔조각: 머울고있는 마을 5레벨 크리처 성잘률+2(보조)
병사의 가슴조각: 머물고 있는 마을 4레벨 크리처 성장률+4
병사의 허리조각: 머울고 있는 마을 3레벨 크리처 성장률+6
병사의 다리조각: 머울고 있는 마을 2레벨 크리처 성장률+8
- 마법사의 우물(보조)

조합능력치: 메일 영웅의 마법점수를 최대치로 충전해준다
기본능력치: 메일 영웅의 마법점수 회폭치+6
재료
신비한 마나구술: 메일 영웅의 마법점수 회복치+3(보조)
마나 부적: 메일 영웅의 마법점수 회복치+2(보조)
마나 팔찌: 메일 영웅의 마법점수 회복치+1(보조)
- 풍요의 뿔(보조)

조합능력치: 메일 보석, 수은, 유황, 수정 4를 생산
기본능력치: 메일 보석, 수은, 유황, 수정 1을 생산
재료
끊임없는 수정 망토: 메일 수정 1생산(등)
끊임없는 보석 반지: 메일 보석 1생산(오른손반지, 왼손반지 둘 중 하나)
끊임없는 유황 반지: 메일 유황 1생산(오른손반지, 왼손반지 둘 중 하나)
끊임없는 수은 약병: 메일 수은 1생산(보조)
- 제독의 모자(머리)

조합능력치: 영웅의 지상이동력이 해상이동력으로 전환됨
배에 타거나 배에서 내릴시 영웅의 턴소모가 사라짐
기본능력치: 소용돌이에 영향을 받지않음, 배를 마음대로 소환및 침몰가능
해상 이동력 증가
재료
선장의 모자: 배를 마음대로 소환및 침몰가능, 소용돌이에 영향을 받지않음(머리)
바다 길잡이의 목걸이: 영웅의 해상이동력 증가(목)

## 중립크리처
여러가지의 특수능력과 개성을가진 새로운 크리처와
예전시리즈에서 캠페인에 나왔던 크리처들이
중립 고용가능 크리처로되어서 나왔다.
- 샤프슈터

강력한 대미지와 공격력을 가졌고, 속도 또한 빠르나
공력력과 대미지와 비례한비싼가격과 중립이라는특성
그리고 낮은방어력과 체력이 단점이다.
특수능력: 거리/장애물 페널티 없음.
- 인첸터

아마겟돈즈 블레이드에서 드라콘이 마법사, 대마법사, 몽크, 질럿을
업그레이드 시켜서 만들수있는 중립크리처이다.
쉐도우 오브 데스에서는 이들을 고용할 수 있다.
체력이낮지만 빠른속도, 고정대미지, 그리고 특수능력으로
인하여 강력한 위력을 발휘한다 하지만 6레벨 크리처로
적은 생산량과 비싼 가격이 흠이다.
특수능력: 자신의 턴이 왔을 때 6턴 동안 지속되는 버프(아군), 디버프(적군)렌덤하게 시전
지속 시간이 끝나면 다시 시전
- 농부

히어로즈1부터 시작한 1/1/1/1의전설이 3에서도 돌아왔다.
3.1 패치전까지는 네크로의 최고 선호 중립크리처였지만,
심령술이 3.1패치로 살리는 병력보다 체력이 낮은 크리처는
체력으로 계산한다는 공식이 생기면서 위치가 많이 떨어졌다.
하지만 해골변환기가 있기 때문에 합류한다면 좋은 크리처
수가 모이면 제법 세지만 농부는 농부이다.
특수능력: 없음
- 로그

히어로즈2에서 강력하였던 부량자들이 약화되어서 3에 등장하였다.
2때의 무반격의 두려움은 사라지고 이제는 그저그런 크리처가
되어버렸다. 하지만 특수능력은 보조영웅에게 쓸만해졌다.
특수능력: 정탐(예견스킬과 같은효과)
- 유목민

2에도 등장하는 유목민이다. 2때와는 달리 매우 강력한 면모를 자랑한다.
특수능력은 사막이 많은 멀티플레이에서 1: 1때 가장 많이 쓰이는
데저트워(일반플레이어가 만들어서 배포하는 자작맵)같은맵에서
최강의 위력을 자랑한다.
특수능력: 사막 걷기(사막 위)를 초원을 달릴때의 이동력으로 달림)
- 미라

5에서는 무서운 병력이지만, 3에서는 하위권이다.
가격도 능력치에비하여 비싸고, 생산량도 적다.
그리고, 언데드이기 때문에 다른종족병력의 사기도깍는다.
이래저래 버려지는 크리처.
특수능력: 언데드, 저주
- 하플링

2에서도 위자드타운 1레벨 유닛으로 등장하는 크리처. 능력치는 마스터 그렘린과 비슷하다.
원거리이지만, 중립크리처란것이 단점.
특수능력은 있으면 그만 없어도 그만이다. 운이좋으면
두베의 대미지를 바랄수있다.
특수능력: 행운이 항상+1이상
- 멧돼지

도끼를 못 던지는 오크가 그냥 돼지 위에 있다.라고
생각하면 편할 것이다. 능력치도 별로이고,
가격도 싸지 않다. 미라보다 더 외면당한다.
특수능력: 없음
- 금 골램

강철골렘의 2레벨 업그레이드라고 보면 될 것이다.
특수능력과 높은 체력, 그리고 쓸만한 공격력과 방어력은
아주 짜증을 일으킨다. 하지만 속도가 느린 것이 흠.
특수능력: 마법대미지 80%감소
10: 다이아몬드 골렘
금 골렘의 업그레이드버전이다. 하지만, 6레벨이라 하기에는
기사보다 낮은 체력, 공격력, 방어력, 거기다 생산량은 6레벨이다..
실질적으론 5.5레벨이다. 하지만, 체력 90과 특수능력으로 인해
죽이기는 힘들다. 역시 속도가 느리니 궁수보호용으로 쓰자.
특수능력: 마법대미지 90% 감소
- 페어리 드래곤

이번 버전에 생긴 강력한 4대드래곤중 하나. 아마겟돈즈 블레이드에서
드래곤 슬레이어 캠페인에서 중립크리처로 나온 것을 제외하고,
쉐도우 오브 데스에 들어서 고용할 수 있게 되었다.
피난민 켐프로는 등용이 불가능하지만, 소환의문으로는
소환이 가능하다. 능력치는 체력이 높다는 것외에는
동랩 최하급이지만, 특수능력이 매우강력하다. 하지만
비싼가격은 단점이다.
특수능력: 공격마법 사용가능
- 러스트 드래곤

드래곤 슬레이어 캠페인에서 등장하는 중립크리처.
쉐도우 오브 데스 들어와서 고용이 가능해졌다.
피난민 켐프로 등용불가 소환의문으로 소환가능.
비행유닛이란점과 높은능력치가 좋은편이나,
특수능력이 조금떨어진다. 하지만 크리스탈 드래곤보다는
좋음으로 용서해주자. 역시 비싼가격은 단점이다.
특수능력: 산성숨결(공격시 적방어력-3(0될때까지 중첩)일정확률로
러스트 드래곤 1마리당 공격대상에게 25의 대미지), 브레스공격
- 크리스탈 드래곤

히어로즈 4의 드래곤 골램의 기본뼈대가 되는용이다.
드래곤이지만 공룡처럼 걸어다니며 능력치는 좋은편이나,
특수능력이 받쳐주지 못하여 러스트 드래곤이 더 좋다라는
소리가 나올정도이다. 가격도비싸다.
역시 피난민 켐프 등용불가 소환의문 소환가능
특수능력: 메주마다 수정3생산
- 에이져 드래곤

가히 사기적인능력치, 그만큼의 엽기적 특수능력과 가격을자랑하는
히어로즈 오브 마이트 앤 메직 시리즈 전체를 통틀어 최강의 크리처이다.
특수능력인 공포는 일정확률로 해당 적 병력의 턴을 넘겨버리는
아주 엽기적인 효과를 가진다. 그리고 표기되어있진 않지만,
1~3레벨 까지의 마법면역이란 그린드래곤, 래드드래곤의 특수능력을 가지고있다.
하지만 엽기적인 가격과, 이드래곤을 메주 1마리뽑기위해 이엽기적인 크리처를 3마리를
상대하여야한다.는 문제점이 있다.
특수능력: 공포, 브레스, 1~3레벨 마법에 면역

## 이전시리즈와 다른점들
또한 7가지의 높은난이도의 캠페인을 할 수 있게 되었다. 하지만,
컨플럭스의 선택이 불가능하고, 아마겟돈즈 블레이드에선 없었던 오류가 생겼다. 그오류는
외교술로 크리처를 돈으로 합류시키려고하면 튕기는 오류가 있다.
하지만 이 오류는 히어로즈세상 보관됨 2005-09-30 - 웨이백 머신이나 다른 사이드들에서 배포하고있는
SODPU라는 패치파일을 이용하여 해결할 수 있다.
그리고 네이버의 카페나 히어로즈 사이트들에서 배포하는
하마치라는 프로그램을 이용하여 IP주소를 이용하여 하는 멀티플레이도 가능하다.
몇몇 크리처의 능력치에 변화가 생겼다.
그리고 새로운 영웅이 등장하였고, 이전의 영웅들이 모습이 변하기도 하였다.

## 캠페인의 종류
기존 에라시아의 부활의 캠페인들과
1: 새로운시작(주인공 젬)
2: 엘릭서 오브 라이프(주인공 겔루)
3: 학살(주인공 크랙핵)
4: 바바리안의 탄생(주인공 요그)
5: 네크로멘서의 부흥(주인공 산드로, 피어니스 빌마)(1, 2, 3, 4 캠페인을 깨면 시작가능)
6: 저주받은 동맹(주인공 젬, 겔루, 요그, 크랙핵, 산드로, 피어니스 빌마)(5 캠페인을 깨면 시작가능)
7: 비밀캠페인(주인공 산드로)(저주받은 동맹 캠페인을 께면 등장)

## 새로운영웅과 모습이 변한 영웅
겔루(레인저)(캠페인)
특수능력: 엘프, 그렌드엘프, 궁수, 저격수를 샤프슈터로 업그레이드할 수 있다
엘릭서 오브 라이프 캠페인에 주인공으로 나오는 영웅이며 그리고 또한
저주받은 동맹에서도 등장한다
요그(마법사→바바리안)(캠페인(마법사), 일반게임(바바리안]]
특수능력: 체인라이트링(캠페인중), 사이클롭스(일반게임 중)
캠페인에서는 마법사로 나오고 강력한 마법인 체인라이트링을 특수능력으로 가졌지만
정작 마법을 하나도못사용하는 아주 난처한 영웅이다
하지만 저주받은 동맹캠페인에서는 바바리안으로 바뀌며 마법을 사용할 수 있다
젬(소서리스(능력치는 드루이드와 등일)→드루이드)(캠페인(소서리스), 일반게임(드루이드)
특수능력: 응급처치
산드로에게 속아서 언데드 왕의망토의 재료를 구해다가 넘겨준
쉐도우 오브 데스 캠페인의 홍일점인 영웅이다 나중에는 소서리스라는 직업을
버리고 드루이드로 전향한다 나중에 다른 영웅들과 연합하여 산드로를 격파한다
크랙 핵(바바리안)(캠페인)(일반게임)
특수능력: 공격술
산드로에게 속아서 저주받은 갑옷의 재료를 구해준
쉐도우 오브 데스 캠페인중에서 물리능력치가 가장 강력한 영웅이다
저주받은 동맹캠페인에서 다른 영웅과 연합하여 산드로를 격파한다
산드로(네크로멘서)(캠페인)(일반게임)
특수능력: 마법학
히어로즈2와 달리 쉐도우 오브 데스에서는 악의 주측으로 등장한다
저주받은 갑옷과 언데드왕의 망토를 가지고 세상을 지배할려는 야욕을펼치다
겔루, 젬, 요그, 크랙핵 에게 격파당하고 부활을꿈꾸다가 피어니스 빌마에게 실책당하고
감옥에 갇혀서 사라진다.
피어니스 빌마(네크로멘서)(캠페인)
특수능력: 시체조종
에라시아의 부활 때 그리폰하트 왕에게 지배권을 빼앗겼다가
산드로의 도움으로 다시 왕에올랐다 나중에 산드로가 패하자
산드로를 거침없이 버리는 가혹함을 보여준다
강력한 특수능력으로 저주받은 동맹캠페인의 난이도를 한층 높여준다

## 평가
| 평가 |           |
| --- | --------- |
| 통합 점수 통합사 점수 게임랭킹스 79% [ 1 ] 평론 점수 평론사 점수 유로게이머 8 of 10 게임스팟 7.0 of 10 게임스파이 87 of 100 IGN 9.0 of 10 |           |
| 통합 점수 |           |
| 통합사 | 점수      |
| 게임랭킹스 | 79%       |
| 평론 점수 |           |
| 평론사 | 점수      |
| 유로게이머 | 8 of 10   |
| 게임스팟 | 7.0 of 10 |
| 게임스파이 | 87 of 100 |
| IGN | 9.0 of 10 |